# Liste der Bischöfe von Gloucester
Die folgenden Personen waren Bischöfe von Gloucester (England) der Church of England:
| Amtszeit                          | Name                             | Anmerkungen                                           |
| --------------------------------- | -------------------------------- | ----------------------------------------------------- |
| 1541–1550                         | John Wakeman                     | Letzter Abt von Tewkesbury                            |
| 1550–1553                         | John Hooper                      |                                                       |
| 1554–1558                         | James Brookes                    |                                                       |
| 1558–1562                         | Vakant                           |                                                       |
| 1562–1579                         | Richard Cheney                   | vorher Bischof von Bristol                            |
| 1579–1581                         | Vakant                           |                                                       |
| 1581–1598                         | John Bullingham                  | vorher Bischof von Bristol                            |
| 1598–1604                         | Godfrey Goldsborough             |                                                       |
| 1604–1607                         | Thomas Ravis                     | danach Bischof von London                             |
| 1607–1610                         | Henry Barry                      | danach Bischof von Worcester                          |
| 1610 – 14. Juni 1612              | Giles Thomson                    |                                                       |
| 1612–1624                         | Miles Smith                      |                                                       |
| 1625–1655                         | Geoffrey Goodman                 | † 1655                                                |
| 1655–1660                         | Vakant                           |                                                       |
| 1660–1672                         | William Nicholson                |                                                       |
| 1672–1681                         | John Pritchet (John Pritchard)   |                                                       |
| 1681–1691                         | Robert Frampton                  |                                                       |
| 1691 – 26. August 1714            | Edward Fowler                    |                                                       |
| 1715–1722                         | Richard Willis                   | danach Bischof von Salisbury                          |
| 1722–1731                         | Joseph Wilcocks                  | danach Bischof von Rochester                          |
| 1731–1734                         | Elias Sydall                     | danach Bischof von St David’s                         |
| 1734–1752                         | Martin Benson                    |                                                       |
| 1752–1759                         | James Johnson                    |                                                       |
| 1759–1779                         | William Warburton                |                                                       |
| 1779–1781                         | James Yorke                      | vorher Bischof von St David’s; danach Bischof von Ely |
| 1781–1789                         | Samuel Halifax                   | vorher Bischof von St Asaph                           |
| 1789–1802                         | Richard Beadon                   | danach Bischof von Bath & Wells                       |
| 21. April 1802–1815               | George Isaac Huntingford         |                                                       |
| 8. Juli 1815–1824                 | Henry Ryder                      | danach Bischof von Lichfield & Coventry               |
| 11. März 1824–1830                | Christopher Bethell              | danach Bischof von Exeter                             |
| 11. Juli 1830 – 6. Juni 1856      | James Henry Monk                 | auch Bischof von Bristol                              |
| 9. Juli 1856–1861                 | Charles Baring                   | auch Bischof von Bristol, danach Bischof von Durham   |
| Dezember 1861–1863                | William Thomson                  | auch Bischof von Bristol, danach Erzbischof von York  |
| 30. Januar 1863–1905              | Charles John Ellicott, DD        | auch Bischof von Bristol                              |
| 1905–1923                         | Edgar Charles Sumner Gibson, DD  |                                                       |
| 1923–1945                         | Arthur Cayley Headlam            |                                                       |
| 1946–1953                         | Clifford Woodward                | vorher Bischof von Bristol                            |
| 1954–1962                         | Wilfred Marcus Askwith, KCMG, DD | vorher Bischof von Blackburn                          |
| 1962–1975                         | Basil Tudor Guy, MA              |                                                       |
| 1975–1992                         | John Yates, MA                   | danach Bischof in Lambeth                             |
| 1992–1993                         | Peter Ball                       |                                                       |
| Dezember 1993 – 31. Dezember 2003 | David Edward Bentley, BA         |                                                       |
| 2004–2014                         | Michael Francis Perham, MA       |                                                       |
| seit 2015                         | Rachel Treweek                   |                                                       |